# Liedts
Liedts  is een aangekondigd station van de Brusselse metro in het centrum van Schaarbeek. Het is gelegen onder het Liedtsplein, enkele honderden meters van het Noordstation. De locatie wordt tegenwoordig bediend door de tramhalte Liedts. Het station zal bediend worden door de nieuwe Brusselse metrolijn 3, waarvan de bouw volgens de planning zal starten in 2019 en opgeleverd moet worden in 2030. De lijn, en dus ook het perron zal 27 meter onder het straatoppervlak van het plein liggen.
Het station Liedts krijgt twee ingangen, één aan de Brabantstraat en één aan de Groenstraat. Reizigers moeten dan met vier roltrappen van en naar de perrondiepte. Tijdens de werken wordt op het Liedtsplein een centrale put gegraven, met twee bijkomende putten voor nooduitgang. Een put komt in de De Potterstraat en de Brabantstraat, een tweede in de Vandeweyerstraat.
Albert · 
Horta · 
Sint-Gillisvoorplein ·
Hallepoort ·
Zuidstation ·
Toots Thielemans ·
Anneessens-Fontainas ·
Beurs - Grote Markt ·
De Brouckère ·
Rogier ·
Noordstation ·
Liedts ·
Colignon ·
Verboekhoven ·
Riga ·
Linde ·
Vrede ·
Bordet Station